# Viatre
Viatre est un ermite de Sologne du VIe siècle. Il est vénéré comme saint par l'Église catholique et l'Église orthodoxe, et célébré le 5 août.

## Hagiographie
Peu de choses sont connues de cet ermite du VIe siècle. Une légende établie au IXe siècle, par les moines de l'abbaye de Micy lui a tracée une biographe faisant de lui un des premiers moines de leur abbaye. Viatre serait ainis, d'après ce réci, entré à l'age de 15 ans dans un monastère dirigé par l'abbé Trigetus (et de localisation inconnue). Puis entendant parler de la sainteté de l'abbé Mesmin l'Ancien, il serait parti le rejoindre à l'abbaye Saint-Mesmin de Micy où rencontre un autre moine, Avit de Micy avec qui il se lie d'amitié,,.
Plus tard il part s'installer en Sologne comme ermite dans un petit village qui prendra le nom de « Tremblevy ». Sentant sa mort venir, l'ermite se taille un cercueil dans un fût de tremble qui sera enterré dans l'église avec le corps « du saint ». La légende raconte que les branches du tremble poussaient et fleurissaient même à travers les murs de l'église. Ce miracle donnera le nom du village « Tremblevy » (le village du tremble), du nom du bois de l'arbre,,.

## Culte et notoriété

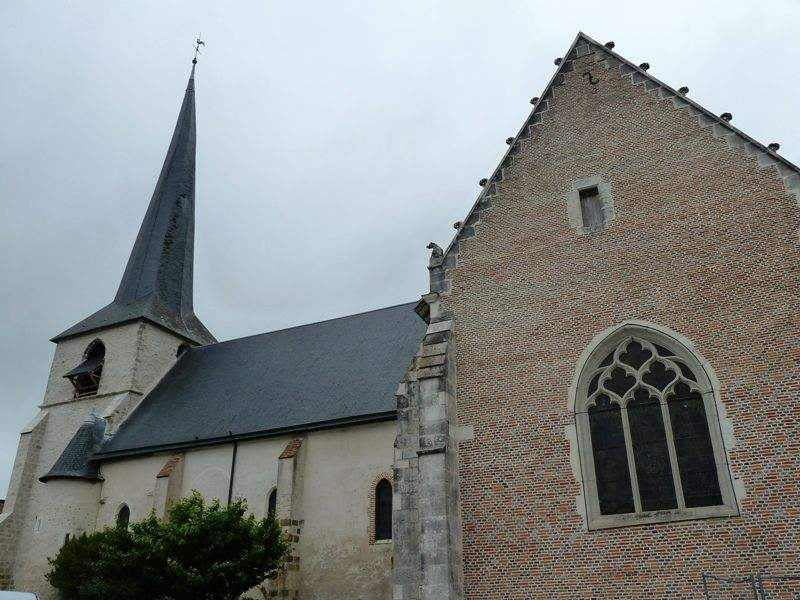
Église de Saint-Viatre.

Au IXe siècle, la tombe de l'ermite est installée dans une crypte, les moines de l'abbaye Saint-Mesmin de Micy lui attribuent et écrivent une légende.
En 1597, le Chapitre d'Orléans procède à une reconnaissance des reliques et place la dépouille dans un reliquaire. Une nouvelle reconnaissance des reliques a lieu vers 1655 en présence de Anne de Lévis de Ventadour, l'archevêque de Bourges. Lors de la Révolution française, le reliquaire est saisi par les révolutionnaires (et détruit), mais les reliques sont conservées, et l'on construit une église qui lui est dédiée,. En 1854 le village change son nom de Tremblevy pour celui de Saint-Viâtre,.
Sa mémoire est célébrée dans l'Église catholique le 5 août,.
Saint Viatre est invoqué contre les fièvres des marécages de la Sologne.